# Álex Rins
Álex Rins Navarro (sinh ngày 08/12/1995) là một tay đua MotoGP người Tây Ban Nha. Alex Rins từng có nhiều lần chiến thắng chặng đua MotoGP. Mùa giải 2021, Rins thi đấu cho đội đua Team Suzuki Ecstar.

## Sự nghiệp
Mùa giải 2012-2014: Alex Rins thi đấu thể thức Moto3, đoạt chức Á quân năm 2013, hạng ba năm 2014
Mùa giải 2015-2016: Alex Rins thi đấu thể thức Moto2, đoạt chức Á quân năm 2015, hạng ba năm 2016.
Mùa giải 2017: Alex Rins lên thi đấu MotoGP cho đội đua Suzuki. Nhưng ngay  ở chặng đua thứ 2-GP Argentina anh đã bị chấn thương nặng phải bỏ cuộc, và buộc phải nghỉ thi đấu 5 chặng đua sau đó. Ở cuối mùa giải, Alex Rins bị ăn cờ đen ở GP Malaysia do lỗi chạy tắt để vào pit.
Mùa giải 2018: Alex Rins lần đầu tiên lên podium MotoGP ở... Argentina. Tổng cộng mùa giải này anh có 5 lần lên podium và 5 lần bỏ cuộc vì ngã xe.
Mùa giải 2019: Ở GP Americas, tận dụng việc Marc Márquez bị ngã xe khi đang dẫn đầu, Alex Rins đã vượt mặt Valentino Rossi để có được chiến thắng thể thức MotoGP đầu tiên trong sự nghiệp. Ở GP Anh, Rins trực tiếp đánh bại Marquez để giành chiến thắng lần thứ 2. Mùa giải này Rins cũng phải bỏ cuộc 3 lần ở GP Hà Lan, GP Đức và GP San Marino.
Mùa giải MotoGP 2020: Rins không tham gia cuộc đua chính của chặng đua mở màn do bị chấn thương ở buổi đua phân hạng. Sau đó thì anh phải bỏ cuộc ở GP Áo và GP Pháp. Và phải chờ đến nửa sau mùa giải Rins mới hồi phục hoàn toàn phong độ. Trong 3 chặng đua liên tiếp, anh đã giành chiến thắng GP Aragon và hai lần về nhì ở GP Teruel và GP Châu Âu. Những kết quả này giúp cho Rins kết thúc mùa giải ở vị trí thứ́ 3 sau đồng đội Joan Mir và tay đua của đội Petronas-Franco Morbidelli.
Mùa giải MotoGP 2021:  Đầu mùa giải, Alex Rins khủng hoảng phong độ khi liên tục để ngã xe ở 4 chặng đua liên tiếp ở các chặng đua GP Bồ Đào Nha, Tây Ban Nha, Pháp và Italia. Anh cũng không thể tham gia GP Catalunya do bị tai nạn khi đang tập luyện bằng xe đạp.

## Thống kê thành tích
(Tính đến hết chặng đua GP Hà Lan 2021)
| Mùa giải | Thể thức | Xe          | Đội đua                 | Số xe | Race | Win | Podium | Pole | FLap | Pts  | Plcd  |
| -------- | -------- | ----------- | ----------------------- | ----- | ---- | --- | ------ | ---- | ---- | ---- | ----- |
| 2012     | Moto3    | Suter Honda | Estrella Galicia 0,0    | 42    | 17   | 0   | 1      | 1    | 1    | 141  | 5th   |
| 2013     | Moto3    | KTM         | Estrella Galicia 0,0    | 42    | 17   | 6   | 14     | 8    | 1    | 311  | 2nd   |
| 2014     | Moto3    | Honda       | Estrella Galicia 0,0    | 42    | 18   | 2   | 8      | 4    | 3    | 237  | 3rd   |
| 2015     | Moto2    | Kalex       | Paginas Amarillas HP 40 | 40    | 18   | 2   | 10     | 3    | 4    | 234  | 2nd   |
| 2016     | Moto2    | Kalex       | Paginas Amarillas HP 40 | 40    | 18   | 2   | 7      | 1    | 3    | 214  | 3rd   |
| 2017     | MotoGP   | Suzuki      | Team SUZUKI ECSTAR      | 42    | 13   | 0   | 0      | 0    | 0    | 59   | 16th  |
| 2018     | MotoGP   | Suzuki      | Team SUZUKI ECSTAR      | 42    | 18   | 0   | 5      | 0    | 1    | 169  | 5th   |
| 2019     | MotoGP   | Suzuki      | Team SUZUKI ECSTAR      | 42    | 19   | 2   | 3      | 0    | 1    | 205  | 4th   |
| 2020     | MotoGP   | Suzuki      | Team SUZUKI ECSTAR      | 42    | 13   | 1   | 4      | 0    | 2    | 139  | 3rd   |
| 2021     | MotoGP   | Suzuki      | Team SUZUKI ECSTAR      | 42    | 8    | 0   | 0      | 0    | 1    | 33*  | 14th* |
| Total    | Total    | Total       | Total                   | Total | 159  | 15  | 52     | 17   | 17   | 1742 |       |